# Smlouva z Tartu (rusko-finská)

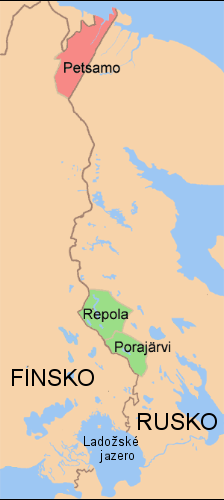
Smlouva z Tartu

Smlouva z Tartu (též Tartská dohoda, Tartský mír, finsky Tarton rauha, rusky Тартуский мирный договор) byla smlouva mezi Finskem a Sovětským Ruskem podepsaná 14. října 1920 po čtyřech měsících vyjednávání v estonském Tartu. Smlouva ukončila vzájemný válečný stav, který nastal v roce 1918 v souvislosti s finskou občanskou válkou, ustavila vzájemné vztahy a potvrdila vzájemnou hranici. Finsku připadlo Petsamo a Rusku Repola a Porajärvi. Finsko se také muselo vzdát Severní Ingrie. Otázka autonomie východní Karélie zůstala otevřená.
Smlouva vstoupila v platnost 31. prosince 1920.